# Toros Neza
El Neza Fútbol Club (anteriormente conocido como los Toros Neza) es un equipo de fútbol profesional mexicano de la Ciudad Nezahualcóyotl en el Estado de México, que participaba en la Liga de Balompié Mexicano en la máxima categoría y que a partir de la temporada 2025-2026 jugará en la Segunda División de México.

## Historia

### Fundación e inicios
El Toros Neza Fútbol Club se fundó en 1991 como una expansión de equipos de la Segunda División de México (Liga de Ascenso en ese entonces) en la temporada 1991-92 finalizó el torneo en la media tabla aunque estuvo cerca de entrar a la liguilla, en la temporada 1992-93 ascendió ganando el campeonato de la Segunda División en la temporada 1992-93 (bajo el mote de Toros de la Universidad Tecnológica de Neza) vs Tampico Madero (La Jaiba Brava) con un marcador global de 1-0. El gol fue anotado en el partido de ida por Ricardo Díaz Duarte a favor de la U.T. Neza. El encuentro de vuelta se celebró en el Estadio Azulgrana, hoy Estadio de la Ciudad de los Deportes, con un lleno total, esto, debido a que el estadio Neza 86 no fue autorizado para dicho encuentro. El marcador de este partido fue de 0-0, y con esto logró su ascenso. Hizo su debut en la Primera División de México como visitante en la temporada 1993-94, ya como Toros Neza, en el histórico Estadio Azteca, viniendo de abajo con un marcador de 2-0, imponiéndose 3 a 2 al América. Como antecesores a este equipo en esta ciudad mexiquense aparecen los Coyotes Neza, los Osos Grises del Estado de México y los Potros Neza (que al ascender en 1989, se vendió su franquicia y se trasladó a la ciudad de Veracruz, Veracruz para convertirse en Tiburones Rojos de Veracruz).
Un problema sin precedentes se suscitó en la fecha 4 del torneo de liga 1993-94. Los Toros Neza no podían dar las garantías de seguridad en su estadio, luego de que en la 2.ª jornada derrotaron al Monarcas Morelia por un marcador de 3-1 con un lleno inolvidable bajo la lluvia y el debut en casa del argentino Antonio Mohamed como refuerzo de lujo. Se realizó una inspección del estadio Neza 86 y se negó el permiso para seguir jugando, por lo cual el partido correspondiente a esa fecha entre los Toros Neza y el Santos Laguna se decidió en la mesa, no jugándose y dándole al conjunto lagunero en aquel entonces los 2 puntos. Tuvieron un juego como local en el Estadio Olímpico Universitario de C.U. contra las Chivas del Guadalajara con un empate a 1. El gol del empate lo consiguió José Luis Malibrán, en aquel día la Porra Brava Toros Neza. La 1.er porra de este equipo se vio superada por la afición chiva. De esta manera, los Toros tuvieron que emigrar toda una temporada a Pachuca, Hidalgo, donde jugarían como Toros Hidalgo, siendo el 1.er equipo de la Primera División en utilizar el Estadio Hidalgo cuando el Pachuca estaba en la división de plata.
Con Carlos Reinoso al mando y jugadores como Antonio Mohamed (símbolo histórico de los Toros Neza) y el arquero suizo Jörg Stiel, los Toros fueron un equipo aguerrido, que si bien no llegaron a la liguilla, evitaron el descenso, cuando aún era por puntos y lograron la permanencia con 31 unidades.

### Equipo gitano
Para la temporada 1994-95 aún con el chileno Carlos Reinoso, los Toros regresaron al estadio Neza 86 para seguir siendo el mismo equipo aguerrido, un equipo gitano que así como goleaba era goleado. Y como muestra tenemos: en dicha temporada se presentó en su estadio, los Tiburones Rojos de Veracruz, un equipo que en ese momento tenía un gran plantel. Los Toros Neza salieron a la cancha y jugando de manera inspirada y soberbia en menos de 30 minutos iban ganando 3-0. Se inició el segundo tiempo y de aquel equipo del primer tiempo no quedó nada. El equipo tiburón como un verdadero depredador, hizo cera y pabilo al equipo burel y le anotaron cinco goles con lo cual ganó como visitante. Así era la suerte de los Toros Neza.
Con refuerzos de experiencia y calidad como el portero mundialista Pablo Larios, el "Capi" Ramírez Perales, y como líder el turco Antonio Mohamed, los astados seguían dando muestras de buen fútbol, pero no había un orden en el esquema de juego, lograron evitar el descenso con 32 unidades y quedando muy mal en la recién implementada tabla porcentual.

### La era de mayor éxito (1995-1997)
La temporada 1995-96 no fue solo la última temporada larga en el fútbol mexicano, sino que ese año llegaron a Toros Neza jugadores de la talla de Federico Lussenhoff, Miguel Herrera, Silvio Rudman, Christian Trapasso, Martín Vilallonga, todos ellos comandados por Antonio Mohamed. En la fecha 12 Carlos Reinoso fue cesado del cargo de director técnico para que Alberto Guerra llegara al quite, dándole un poco más de orden al equipo mexiquense. El equipo no llegó ni a recalificación, debido al sistema de grupos establecido en ese entonces en el Balompié Azteca, pero logró 50 unidades al igual que los Tiburones Rojos de Veracruz, los Pumas de la UNAM y el León. Neza ocupó el octavo lugar general y eludió sin problemas el descenso.
El Torneo Invierno 1996 fue el primer torneo corto desde 1986, planeado como el nuevo sistema de competencia para el fútbol mexicano después de 75 años de torneos largos. Muchos cambios se vieron en el último semestre de aquel año y, sin duda, hubo muchas sorpresas: el Santos fue el campeón, el Atlante fue el superlíder, el América y el Cruz Azul en puestos bajos, etc. Sin embargo, la más grata de todas las sorpresas se llamó Toros Neza. De la mano de Enrique Meza como director técnico, los Toros de Mohamed, acompañado de Rodrigo "Pony" Ruiz, Germán Arangio, Nidelson, Federico Lussenhoff, Miguel Herrera, Marco A. Saavedra, Guillermo Vázquez, Pedro Osorio, Javier Saavedra, Humberto Romero "Romerito", Pablo Larios, José Fabián Cela, entre otros, tuvieron una destacada participación. Los Toros accedieron a la liguilla vía Repechaje y eliminaron al León por marcador global de 4-2. Luego en cuartos de final, golearon al superlíder Atlante 9-2 en el marcador global, pero cayeron 5-2 en el global ante Santos en semifinales. Como dato curioso, todos los jugadores del equipo jugaron la liguilla con el cabello teñido de colores vivos y chillantes, idea del original Antonio Mohamed, quien también fue pionero de los zapatos blancos en México.
Los Toros Neza tuvieron un interesante Verano 1997 logrando 30 puntos, quedándose con el tercer lugar general y primer lugar del grupo uno. El chileno Rodrigo "Pony" Ruiz marcó una de sus mejores temporadas al registrar 9 goles para apoyar a la ofensiva, junto a los delanteros Mohamed y Arangio, que formaron la delantera más productiva del torneo con 40 goles a favor. Nuevamente, lograron calificar a la liguilla del torneo.
En cuartos de final, enfrentaron a los Pumas de la UNAM ganando el partido de ida en la Ciudad Universitaria por 3-1, pero para la vuelta perdieron 1-2 en la Ciudad Neza, avanzando por marcador de 4-3 en el global. En semifinales enfrentaron al Necaxa, el equipo más fuerte de aquellos años, que buscaba su cuarta final al hilo. En el juego de ida los Toros cayeron 2-1. Sin embargo, en el encuentro de vuelta se impusieron con un sufrido 3-1 en la Ciudad Nezahualcóyotl, y de esta manera avanzaron a su primera y única final con global de 4-3 para enfrentar al Guadalajara. En el juego de ida en la Ciudad Neza disputado el 29 de mayo de 1997, los Toros empataron 1-1, encuentro en donde Neza se vio en desventaja al 26' con anotación de Manuel Martínez. El equipo local trató de romper la defensiva del Guadalajara y fue hasta que Carlos Briseño empató al minuto 79' con remate de cabeza a pase de Antonio Mohamed. Ya en el juego de vuelta, el 1 de junio de 1997, Toros buscó plantearse llevando el juego 0-0 al medio tiempo. Al iniciar la parte complementaria, comenzaron los errores graves que cometieron Miguel Herrera y su defensa. El Rebaño aprovechó desde el minuto 51' para golear 6-1 a Neza, con 4 goles de Gustavo Nápoles, erigiéndose como figura del juego y el momento cumbre de su carrera, ya que nunca más volvió a brillar. Además, anotaron Manuel Martínez y Paulo César Chávez. Germán Arangio logró el gol de Neza a 11 minutos del final. Cabe destacar que el equipo en esa misma temporada logró el subcampeonato de copa, perdiendo 2-0 la final ante el Cruz Azul.

### El principio del fin
Después de la partida de Meza, Manuel Manzo tomó las riendas. Con él, los astados lograron calificar a la liguilla del Invierno 1997, siendo goleados por el León en cuartos de final. Para el Torneo Verano 1998, Manuel Manzo dejó el cargo, sustituido por Everardo Rodríguez en la fecha 7, y este mismo reemplazado por Manuel Aranda en la fecha 9 para llevar al cuadro mexiquense a repechaje, siendo eliminados por el América. En esta temporada llegó a Neza el goleador Santiago Camacho, procedente del Pachuca tratando de aportar juventud e imaginación a este equipo, pero las lesiones del tobillo derecho lo tuvieron apartado mucho tiempo de las canchas de juego y fueron más los escándalos de su vida amorosa que lo aportado al club, lo cual hizo mucho daño al equipo.
Para este año el presidente y dueño del Club, Juan Antonio Hernández Venegas, anuncia que el equipo cambiaría de sede a Izcalli, Estado de México, donde se construría un nuevo estadio, provocando el descontento de la afición, todo esto aunado a la ya conocida salida de Antonio Mohamed fueron los dos factores que hicieron que el equipo se fuera a pique de manera definitiva.
El Torneo Invierno 1998 marcó el inicio de la caída definitiva de los Toros Neza. La partida de Antonio Mohamed al Monterrey fue algo irremplazable en el conjunto nezatlense. Manuel Aranda, José Luis Trejo y Manuel Manzo se hicieron cargo del equipo, que solo sumó 9 unidades y la diferencia de goles lo colocó en la penúltima posición, solo por encima del Puebla. En el Torneo Verano 1999, los Toros Neza sumaron 17 unidades en 17 partidos, el equipo no logró salir de la parte baja de la tabla y poco a poco se hundía en la porcentual pero igual se salvó del descenso. Alberto Guerra fue el técnico durante esta temporada.

#### La temporada del descenso y desaparición
La llegada del internacional brasileño Bebeto con más pena que gloria, la partida de Miguel Herrera y de Rodrigo Ruiz en el año 2000, el paso de Alberto Guerra a Jorge Vieira y para el Torneo Verano 2000 a Nelson Sanhueza, condenó a Toros Neza al descenso con 12 y 19 puntos respectivamente en ambos torneos, los Toros Neza se despidieron del máximo circuito, para jugar un par de años en la Primera División 'A' de México dentro de los cuales volverían a levantar furor al llegar a la final del Verano 2001 contra el equipo La Piedad, perdiendo 5-3 en el global, para desaparecer definitivamente al terminar el Verano 2002, en un principio el equipo lo querían trasladar a la ciudad de Guadalupe, Nuevo León pero los Tigres y el Monterrey lo rechazaron y finalmente se mudaron a Nuevo Laredo, Tamaulipas, donde jugaron como los Gavilanes de Nuevo Laredo, este equipo descendió a la Segunda División en el Verano 2003 lo que significó el fin de un sueño de tener identidad propia con orgulloso reconocimiento del que la Ciudad Nezahualcóyotl finalmente tuvo que despertar.

### El Regreso
En diciembre de 2010, se anuncia el cambio de sedes de filiales de Liga de Ascenso entre el Monarcas Morelia y el Atlante FC para que así el Mérida FC diera vida a la nueva filial del Morelia en la Ciudad Neza a los Neza FC y el Atlante UTN diera vida a los Venados de Mérida en Mérida, Yucatán, a la nueva filial del Atlante. El equipo jugó la primera temporada con el nombre Neza UTN por cuestiones reglamentarias de la FMF.

#### Clausura 2013 y desaparición
En el Clausura 2013, el equipo llega a la final del Ascenso MX ante los rayos del Necaxa, la cual gana por un marcador de 4-0 en el global; con esto consiguió un boleto a la Final del Ascenso a la Primera División de México contra La Piedad. El equipo vencedor ocuparía el lugar dejado por los Gallos Blancos de Querétaro, recién equipo descendido de la Primera División. El 15 de mayo en la final de ida contra La Piedad se impuso 1-0, poniendo un pie en la Primera División. Sin embargo, el 18 de mayo en el Estadio Neza 86, perdió 3-5 en penales después de haber empatado 1-1 en el global en tiempo regular.
El 20 de mayo de 2013, el club fue adquirido por el Ing. Amado Yáñez del Grupo Oceanografía. Como no logró ascender, se trasladó a Ciudad del Carmen, Campeche, y pasó a ser Delfines Fútbol Club.

### Regreso a sus orígenes y nueva desaparición
En marzo de 2014, un grupo de empresarios encabezados por el presidente del equipo Fernando Almazán anunciaron el regreso de los Toros Neza, tal y como era en sus épocas de antaño. El regreso del equipo se dio en la Segunda División de México, la Liga Premier de Ascenso el 23 de agosto de 2014 contra el equipo de los Ocelotes de la UNACH. La directiva llegó con planes a corto y largo plazo en los cuales se incluía la remodelación del estadio mundialista Neza '86.
Después de un año de reaparecer, ya no apareció en la lista de participantes de la Liga Premier de Ascenso para el Apertura 2015, así desapareciendo el equipo una vez más. La desaparición se da entre varios rumores, donde se habló bastante de pleitos con la Universidad Tecnológica de Nezahualcóyotl (dueña del Estadio Neza 86) y adeudos con los futbolistas.

### Reaparición del equipo
En febrero de 2020, formó parte de la primera reunión de representantes de equipos de la nueva Liga de Balompié Mexicano, los cuales buscaban un registro para la temporada inaugural. El 2 de marzo se dio a conocer la creación de un nuevo equipo llamado Neza Fútbol Club. El 9 de marzo se anunció que el Neza estaba a punto de cumplir con el proceso para formar parte de la Liga. El 15 de mayo se hizo oficial la incorporación del Neza a la liga como la sexta franquicia fundadora, posteriormente, el equipo anunció a Germán Arangio como su primer director técnico.
El equipo debutó oficialmente el 18 de octubre de 2020, cayendo derrotado por 2-4 ante el San José FC. Sin embargo, posteriormente el resultado cambió a un 2-0 en favor del Neza por cuestiones administrativas. El 25 de octubre se dio la primera victoria deportiva del club tras derrotar por 0-1 a los Leones Dorados. Luego de cinco jornadas disputadas, Germán Arangio fue cesado de su cargo y fue relevado por José Julio Huerta. Durante sus primeros partidos, el Neza ejerció como local en el estadio Jesús "Palillo" Martínez y el Colegio Cristóbal Colón, hasta que el 28 de noviembre pudo debutar en el Estadio Neza 86 recibiendo al Atlético Capitalino.
El 27 de octubre de 2021, mediante un comunicado, anunciaron que dejarían la Liga de Balompié Mexicano. Sin embargo, continuaron en la Liga de Balompié en la tercera temporada donde iniciarían con paso perfecto al empatar su primer partido y en el segundo ganar por marcador de 8-0 a Ínter de Amecameca.
Luego de varios años en la LBM, este circuito comenzó a tener varios problemas de inestabilidad debido a la constante salida de equipos y la gran amenaza de paralización de la liga por parte de las autoridades reguladoras. Finalmente, en febrero de 2025, se anunció la pausa indefinida de la Liga de Balompié Mexicano como consecuencia de los diversos problemas que afrontó el circuito.
Tras el final de la LBM, la directiva del Neza inició gestiones para continuar su actividad en otra liga de fútbol nacional, en junio de 2025 se llegó a un acuerdo con la directiva del Club Atlético Aragón de la Liga Premier - Serie A, categoría perteneciente a la Federación Mexicana de Fútbol, para que el Neza F.C. pase a jugar en esa división a partir de la temporada 2025-26, lo que significó el regreso de los toros al fútbol federado luego de diez años de ausencia.

## Rivalidades

### Clásico Mexiquense
El Clásico Mexiquense fue un derbi disputado en el Estado de México entre el Toluca conocidos como los Diablos Rojos y los Toros Neza, cuyo origen se encuentra en la rivalidad que existió entre el Deportivo Toluca y los Coyotes Neza en la década de los años 1970, al ser ambos equipos del Estado de México también nació una rivalidad con uno de los equipos de la capital del país mexicano, el América.
La rivalidad permaneció hasta finales de la década de los años 1990 cuando el presidente y propietario de los Toros Neza, Juan Antonio Hernández Venegas anunció un cambio de sede que culminaría con la desaparición del equipo y por ende del Clásico Mexiquense.

## Estadio

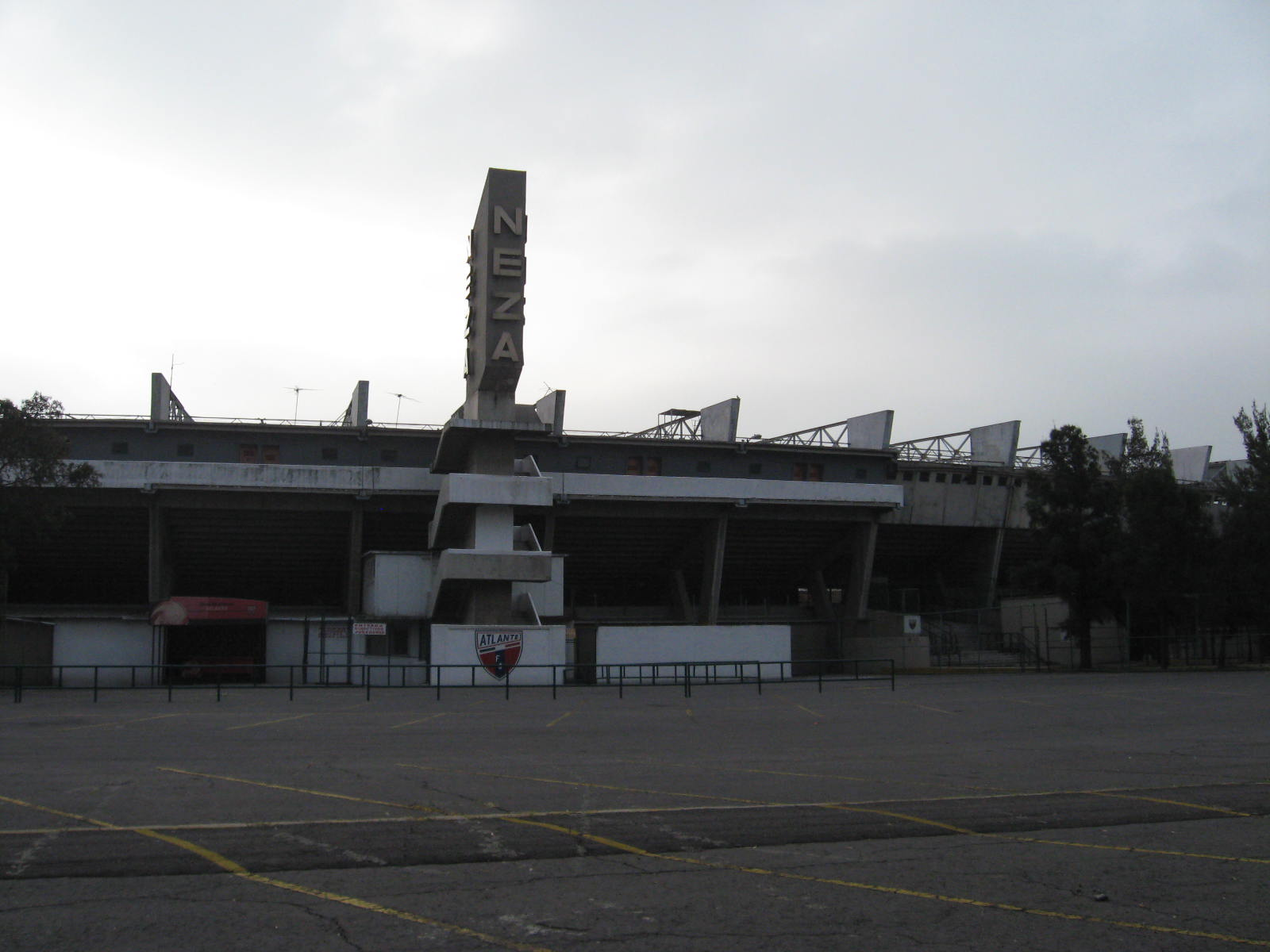
Estadio Neza 86.

El equipo de los Toros Neza jugaba de local en el Estadio Universidad Tecnológica de Nezahualcóyotl, más conocido como Neza 86, y que tiene una capacidad para 28 000 personas. Su dirección es Av. Lázaro Cárdenas S/N, colonia Benito Juárez, Ciudad Nezahualcóyotl, Estado de México.
Fue inaugurado en 1981 como Estadio "José López Portillo", al interior de la Universidad Tecnológica de Nezahualcóyotl. Fue renombrado como "Neza 86" en el marco de la Copa Mundial de Fútbol de 1986. A dicha sede, acudieron a presenciar los partidos de la justa el cantante Rod Stewart (Escocia - Uruguay) el 13 de junio, y Diego Armando Maradona para el Dinamarca - Uruguay. Durante el partido de Escocia contra Uruguay, el árbitro Joël Quiniou, sacó la tarjeta roja directa más rápida en un mundial, pasados 56 segundos del encuentro. Expulsó a José Batista tras una entrada contra Gordon Strachan.

## Uniforme
- Local: Camisa roja con pantalones cortos de color rojo y medias rojas.
- Visitante: Camisa blanca con pantalones cortos de color blanco y medias blancas.

### Uniformes anteriores
- 2021

| Primer Uniforme | Segundo Uniforme |

### Evolución del Uniforme
| 1994 | 1997 | 1997-98 | 1998 | 1999 | 2011 |

## Jugadores

### Jugadores notables
| - Germán Arangio - Fabián Cela - Daniel Garnero - Federico Lussenhoff - Antonio Mohamed - Martín Vilallonga - Bebeto - Nidelson - Rodrigo Ruiz el Pony | - Luis Carlos Perea - Amado Guevara - Efraín "Fany" Munguía - Pedro Pineda - Jesús López Meneses - Félix Cruz - Miguel Herrera - Pablo Larios - Oscar Mascorro | - Manuel Negrete - Juan de Dios Ramírez - Camilo Romero - Humberto Romero - Javier Saavedra - Guillermo Vázquez - Óscar Dautt |

### Máximos goleadores
| N.º | Jugador             | Período         | Total | Liga | Copa |
| --- | ------------------- | --------------- | ----- | ---- | ---- |
| 1   | Germán Arangio      | 1996-2000       | 53    | 53   | -    |
| 2   | Antonio Mohamed     | 1993-1998       | 52    | 51   | 1    |
| 3   | Rodrigo Ruiz        | 1996-1999       | 36    | 32   | 4    |
| 4   | Guillermo Vázquez   | 1994-1998       | 27    | 23   | 4    |
| 5   | Nidelson            | 1995-1997       | 20    | 20   | -    |
| 6   | Martín Vilallonga   | 1995-1996       | 20    | 13   | 7    |
| 7   | Pedro Pineda        | 1995-1996       | 14    | 14   | -    |
| 8   | Jesús López Meneses | 1994-2000       | 12    | 12   | -    |
| 9   | Carlos Briseño      | 1993-95/1996-97 | 11    | 11   | -    |

## Palmarés

### Torneos oficiales
| Competición nacional             | Títulos        | Subcampeonatos       |  |
| -------------------------------- | -------------- | -------------------- |  |
| Primera División de México (0/1) |                | Verano 1997.         |  |
| Segunda División de México (1/0) | 1992-1993      |                      |  |
| Copa México (0/1)                |                | 1996-97.             |  |
| Liga de Ascenso de México (1/1)  | Clausura 2013. | Verano 2001.         |  |
| Campeón de Ascenso (0/1)         |                | 2012-2013.           |  |
| Liga de Balompié Mexicano (0/3)  |                | 2023, 2023 B, 2024 A |  |

### Torneos nacionales amistosos
- Torneo Cuadrangular Toluca: 1980.[17]
- Copa Parmalat: 1997.[18]
- Copa de la Hermandad Parmalat: 1997.[18]
- Copa Parma (1): 1998